# Bale (Chorvatsko)
Bale (do roku 1910 Bal, italsky Valle) je vesnice a správní středisko stejnojmenné opčiny v Chorvatsku v Istrijské župě. Nachází se asi 9 km severozápadně od Vodnjanu, 11 km jihovýchodně od Rovinje a asi 19 km severozápadně od Puly. V roce 2011 žilo v Bale 936 obyvatel, v celé opčině pak 1127 obyvatel.
Součástí opčiny jsou celkem tři trvale obydlené vesnice.
- Bale – 936 obyvatel
- Golaš – 114 obyvatel
- Krmed – 77 obyvatel

Samotná vesnice se nachází ve vnitrozemí, kvůli čemuž nemá přístup k moři, avšak zahrnuje kempy San Polo a Colona, s nimiž je spojena pomocí župní silnice Ž5186. Území opčiny též zahrnuje ostrůvky Kolona a Porer.
Balem prochází státní silnice D75 a župní silnice Ž5096, Ž5098 a Ž5186. Blízko též prochází dálnice A9. Přímé napojení na železniční síť neexistuje.